# Peter Gordon
Peter Laurence Gordon (New York, 20 giugno 1951) è un compositore statunitense.
La sua musica è percorsa da diverse influenze quali il jazz, il melodramma, il rock e la world music. Ha pubblicato numerosi album, ed ha composto colonne sonore per il cinema, il teatro e la televisione.
Oltre alla sua attività come solista e componente della Love of Life Orchestra, ha collaborato con numerosi musicisti, comparendo o firmando brani per album di Laurie Anderson, Suzanne Vega, David Johansen, The Flying Lizards, David Van Tieghem, Lawrence Weiner, e Arthur Russell.
Nel 1989 ha prodotto "Bugie colorate", il disco d'esordio della band italiana Panoramics.
Recentemente, Gordon ha realizzato le musiche per la serie TV USA "The Necklace". Ha anche lavorato alla colonna sonora di Desperate Housewives.
Peter Gordon vive attualmente a New Rochelle.

## Discografia selezionata
- Deutsche Angst, con Lawrence Weiner (Les Disques du Crepuscule, 1982)
- Westmusik, con Thomas Fehlmann (Zick/Zack Records, 1983)
- Star Jaws (Lovely Music, 1978)
- Innocent (CBS Masterworks, 1986)
- Otello (ROIR cassettes, 1987)
- Brooklyn (CBS Masterworks, 1987)
- Leningrad Xpress (Newtone, 1990)
- Geneva, con la Love of Life Orchestra (Newtone, 1992)
- Still Life and the Deadman, con il Balanescu String Quartet (Newtone, 1994)
- Love of Life Orchestra: Quartet (Newtone, 1995)